# Donald Curry, Baron Curry of Kirkharle

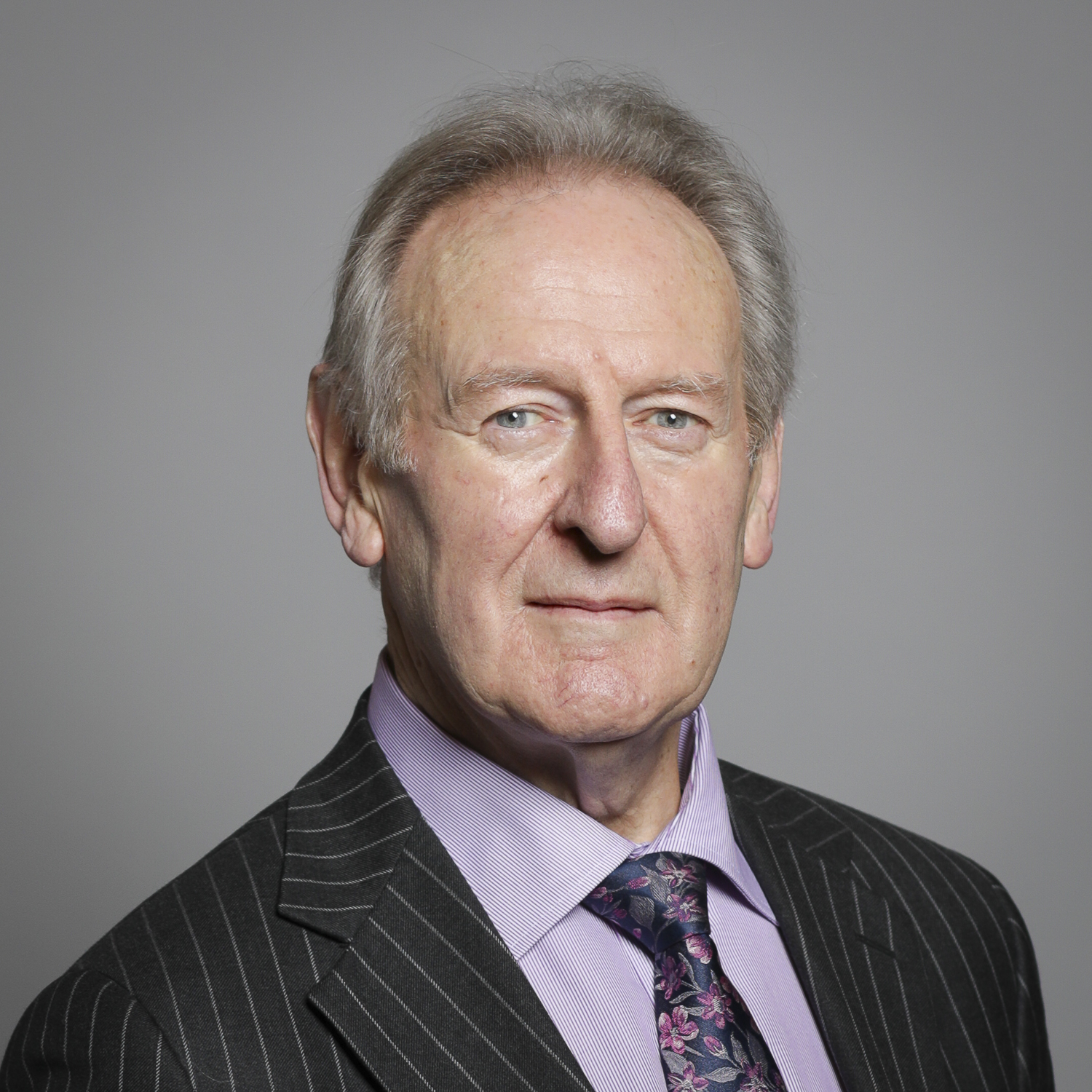
Donald Curry, Baron Curry of Kirkharle

Donald Thomas Younger Curry, Baron Curry of Kirkharle, Kt, CBE (* 4. April 1944) ist ein britischer Landwirt, Geschäftsmann und Life Peer.

## Leben und Karriere
Curry studierte am Kirkley Hall College. Später wurde er als Landwirt in Northumberland tätig.
1990 gründete er die Charity-Organisation At Home in the Community, welche Menschen mit Lernbehinderungen unterstützt. Seitdem ist er dort Vorsitzender (Chair).
Von 2000 bis 2007 war er Commissioner des Crown Estate. Bei der Commission on the Future of Farming and Food war er von 2001 bis 2002 Vorsitzender. Bis 2009 war er Vorsitzender (Chair) der Strategy for Sustainable Farming and Food.
Er ist seit 2003 Vorsitzender von NFU Mutual und Mitglied des Aufsichtsrates (Board) seit 1997. Außerdem ist er seit 2009 Non-Executive Chair der Better Regulation Executive für die Regierung.
2012 wurde Curry zum neuen Vorsitzenden des Royal Veterinary College ernannt.
Er ist Vorsitzender des Leckford Estate und war zuvor Vorsitzender der Delivery Group der Sustainable Farming & Food Strategy der Regierung. Curry ist auch Mitglied des Vorstandes (Council) der Royal Agricultural Society.

## Mitgliedschaft im House of Lords
Am 5. September 2011 gab die House of Lords Appointments Commission bekannt, dass sie Currys Ernennung zum Life Peer empfohlen habe. Diese erfolgte am 13. Oktober 2011 als Baron Curry of Kirkharle, of Kirkharle in the County of Northumberland. Seine offizielle Einführung ins House of Lords fand am 24. Oktober 2011 mit Unterstützung von Charles Henry Plumb, Baron Plumb und Hazel Byford, Baroness Byford statt. Seine Antrittsrede hielt er am 6. Februar 2012.
Er sitzt im Oberhaus als Crossbencher. Im Juli 2012 unterstützte er die Labour Party dabei, die anlässlich der Groceries Code Adjudicator Bill eine Ergänzung forderten.
Currys Anwesenheit liegt etwa im mittleren Bereich.

## Ehrungen
Curry wurde 1997 für seine Verdienste um die Landwirtschaft als Commander des Order of the British Empire ausgezeichnet. 2001 wurde er zum Knight Bachelor geschlagen.
Die Cranfield University ehrte ihn 2004 mit einem Ehren-Bachelor of Science (Hon BSc), im folgenden Jahr wurde er mit einem Ehrendoktortitel der University of Gloucestershire geehrt. 2008 erhielt er einen Ehrendoktor der Rechte (Hon DCL) der Newcastle University.

## Familie
Er hat eine Tochter.